# Seve Trophy
Le Seve Trophy est une compétition professionnelle de golf opposant deux équipes masculines, l'une représentant le Royaume-Uni et l'Irlande, l'autre représentant le reste de l'Europe. Elle se dispute tous les deux ans, les années impaires.
Elle doit son nom de Seve Trophy en hommage à Severiano Ballesteros (1957-2011), joueur espagnol qui fut l'un des plus grands joueurs de l'histoire du golf européen, et le joueur de l'Europe continentale le plus titré. Il fut également l'un des meilleurs joueurs de l'histoire des compétitions par équipes, principalement par son important rôle lors des succès européens en Ryder Cup (qui oppose les États-Unis à l'Europe) dans les années 80.
En mai 2009, un partenariat conclu pour les éditions de 2009 et 2011 avec le groupe français Vivendi fit renommer la compétition le Vivendi trophy with Severiano Ballesteros, puis en 2011, le  Vivendi Seve Trophy. En 2013, sa dernière édition est organisée sous le nom de Seve Trophy by Golf+. Dix années plus tard en 2023, un tournoi du même type est organisé à Abu Dhabi : la Hero Cup.
L'événement se déroule sur le golf de Saint-Nom-la-Bretèche (grand ouest de Paris), lieu qui abritait le Trophée Lancôme, tournoi dont Ballesteros détient le record du nombre de victoires,.

## Déroulement
Le Seve Trophy se dispute au mois de septembre, le même week-end que la Presidents Cup.
Disputée en trois jours comme la Ryder Cup, cette compétition présente de nombreuses similarités avec celle-ci. Ainsi, les deux premiers jours se déroulent sous forme de rencontres par équipe, le dernier jour étant réservé aux simples.
La compétition se déroule sur trois jours et comprend 10 matchs en fourball disputés le vendredi, 4 matches en greensome disputés le samedi, 4 matches en foursome disputés le samedi et s'achève par 10 rencontres individuelles en match-play le dimanche. Ce sont donc 28 points qui sont mis en jeu (1 point par partie allant à l'équipe gagnante, et 1/2 point à chacune des équipes en cas d'égalité)
Chaque équipe est composée d'un capitaine qui ne dispute pas de rencontres et de dix joueurs. Les critères de sélection sont faits pour essayer de garantir la présence des meilleurs Européens. C'est ainsi que les équipes sont tout d'abord constituées des quatre premiers joueurs de chaque équipe au Official World Golf Ranking, classement mondial des joueurs. Puis, elles sont complétées par les quatre joueurs, qui n'ont pas été sélectionnés par le premier critère, les mieux classés à l'ordre du Mérite européen. Enfin, les deux derniers choix sont laissés à la discrétion du capitaine.

## Palmarès
| Année                                     | Lieu                                                                       | Vainqueurs             | Score     | Vaincus                | Capitaines                              |
| ----------------------------------------- | -------------------------------------------------------------------------- | ---------------------- | --------- | ---------------------- | --------------------------------------- |
| Vivendi trophy with Severiano Ballesteros |                                                                            |                        |           |                        |                                         |
| 2000                                      | Sunningdale Golf Club Sunningdale, Berkshire, Angleterre                   | Europe continentale    | 13½ - 12½ | Royaume-Uni et Irlande | Colin Montgomerie Severiano Ballesteros |
| 2002                                      | Druids Glen Newtownmountkennedy, Wicklow, Irlande                          | Royaume-Uni et Irlande | 14½ - 11½ | Europe continentale    | Colin Montgomerie Severiano Ballesteros |
| 2003                                      | Campo de Golf Parador El Saler El Saler, Valence, Espagne                  | Royaume-Uni et Irlande | 15 - 13   | Europe continentale    | Colin Montgomerie Severiano Ballesteros |
| 2005                                      | Wynyard Golf Club Wynyard Park, Durham, Angleterre                         | Royaume-Uni et Irlande | 16½ - 11½ | Europe continentale    | Colin Montgomerie José Maria Olazábal   |
| 2007                                      | The Heritage Golf & Spa Resort Killenard, Laois, Irlande                   | Royaume-Uni et Irlande | 16½ - 11½ | Europe continentale    | Nick Faldo Severiano Ballesteros        |
| 2009                                      | Golf de Saint-Nom-la-Bretèche Saint-Nom-la-Bretèche, Île-de-France, France | Royaume-Uni et Irlande | 16½ - 11½ | Europe continentale    | Paul McGinley Thomas Bjørn              |
| Vivendi Seve Trophy                       |                                                                            |                        |           |                        |                                         |
| 2011                                      | Golf de Saint-Nom-la-Bretèche Saint-Nom-la-Bretèche, Île-de-France, France | Royaume-Uni et Irlande | 15½ - 12½ | Europe continentale    | Paul McGinley Jean Van de Velde         |
| Seve Trophy presented by Golf+            |                                                                            |                        |           |                        |                                         |
| 2013                                      | Golf de Saint-Nom-la-Bretèche Saint-Nom-la-Bretèche, Île-de-France, France | Europe continentale    | 15 - 13   | Royaume-Uni et Irlande | Sam Torrance José María Olazábal        |

## Évènements similaires dans le monde du golf
- Hero Cup : Autre compétition masculine par équipes, se déroulant les années impaires, sous un format similaire à la Ryder Cup et mettant face à face le Royaume-Uni et l'Irlande opposés à l'Europe continentale.
- Presidents Cup : Autre compétition masculine par équipes, se déroulant les années impaires, sous un format similaire à la Ryder Cup et mettant face à face les États-Unis et une équipe internationale non européenne.
- Royal Trophy : Autre compétition masculine par équipes, se déroulant tous les ans, sous un format similaire à la Ryder Cup et mettant face à face l'Europe opposée à l'Asie.
- EurAsia Cup : Autre compétition masculine par équipes, se déroulant les années paires, sous un format similaire à la Ryder Cup et mettant face à face l'Europe opposée à l'Asie.